# Bo Diddley
 (juillet 2020).
- Si vous ne connaissez pas le sujet, laissez ce bandeau (vous pouvez alors contacter les auteurs).
- Si vous supprimez le contenu mis en cause (vous pouvez préalablement contacter les auteurs),

argumentez précisément cette suppression dans la page de discussion
(un manque de référence n'est pas un argument ; une recherche réelle de référence doit avoir été effectuée, être formellement documentée).
Ellas Otha Bates dit Ellas McDaniel dit « Bo Diddley », né à McComb (Mississippi) le 30 décembre 1928 et mort le 2 juin 2008 à Archer (Floride), est un guitariste, chanteur et compositeur américain de blues et de rock and roll dont il est l'un des pionniers. Inventeur du motif rythmique appelé diddley beat, il a influencé de nombreux musiciens.

## Biographie
Bo Diddley naît dans une famille pauvre du Mississippi alors que sa mère n'a que 16 ans. Son père meurt peu après sa naissance, et sa mère le confie à sa cousine Gussie McDaniel, elle-même âgée de seulement 15 ans mais formant un foyer. Il prend le nom de McDaniel mais continue à y accoler celui de Bates. Des incertitudes existent quant au premier prénom qui lui est donné, celui de Ellas ou de Otha. Il aura finalement comme nom d'usage Ellas McDaniel.
Son pseudonyme, « Bo Diddley », lui vient du nom donné à un instrument rudimentaire, constitué d'un morceau de fil de fer accroché à un mur sur lequel on faisait glisser un goulot de bouteille selon la technique du bottleneck, et qui remplaçait la guitare chez les apprentis musiciens noirs des débuts du blues. Cet instrument, le diddle ou diddley bow (aussi appelé jitterbug ou one-string), est avec le jug (bouteille servant de basse dans laquelle on soufflait) à la base de l'invention des musiques afro-américaines.
La famille McDaniel déménage en 1934 à Chicago dans la banlieue sud réputée comme un quartier difficile. Il y étudie, s'orientant finalement vers la lutherie, y pratique de petits métiers et apprend à se défendre.

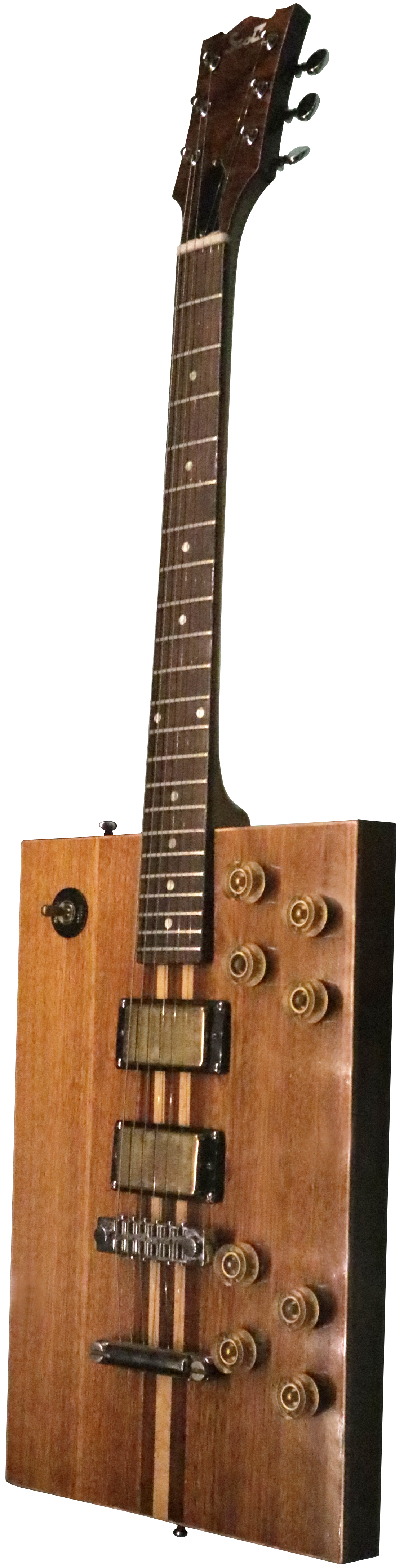
Guitare rectangulaire ayant appartenu à Bo Diddley

### Années 1940
Musicalement, Bo Diddley débute comme violoniste. Il passe à la guitare sous l'influence de Louis Jordan, John Lee Hooker, ou encore Muddy Waters.
Marié à 18 ans, il arrête en même temps la boxe à la suite d'une cuisante défaite. Depuis l'année 1943, Bo Diddley, sous ce surnom, se produit avec ses groupes aux coins des rues, puis sur les marchés (où il passe de plus en plus à la guitare) et finalement en club en 1951.
Bo Diddley raconte qu'adolescent, il s'initia à la guitare en participant aux musiques rythmées des églises baptistes, puis pentecôtistes où, fasciné, il trouve des rythmes encore plus singuliers. Il aura tendance à en jouer comme si c'était une batterie, marquant les mesures, le tout avec des techniques propres au violon. Il développe dès lors son propre style rythmique.
Certaines guitares qu'il conçoit lui-même sont d'ailleurs faites pour jouer en même temps en percussion et peuvent intégrer une boite à rythme ou même un pad électronique. Sa formation de luthier l'amène dans ses expériences à concevoir et ajouter des fonctions supplémentaires à ses guitares, par exemple les boutons permettant de changer d'effet sans passer par un pédalier. Bo s'en vantera en inscrivant sur l'une de ses guitares la mention turbo à 5 vitesses. Il s'accorde en quinte à la manière des violons et est l'un des premiers guitaristes de rock à utiliser l'accord ouvert issu du blues, et à l'enseigner autour de lui, notamment aux Rolling Stones dès leurs premières tournées.

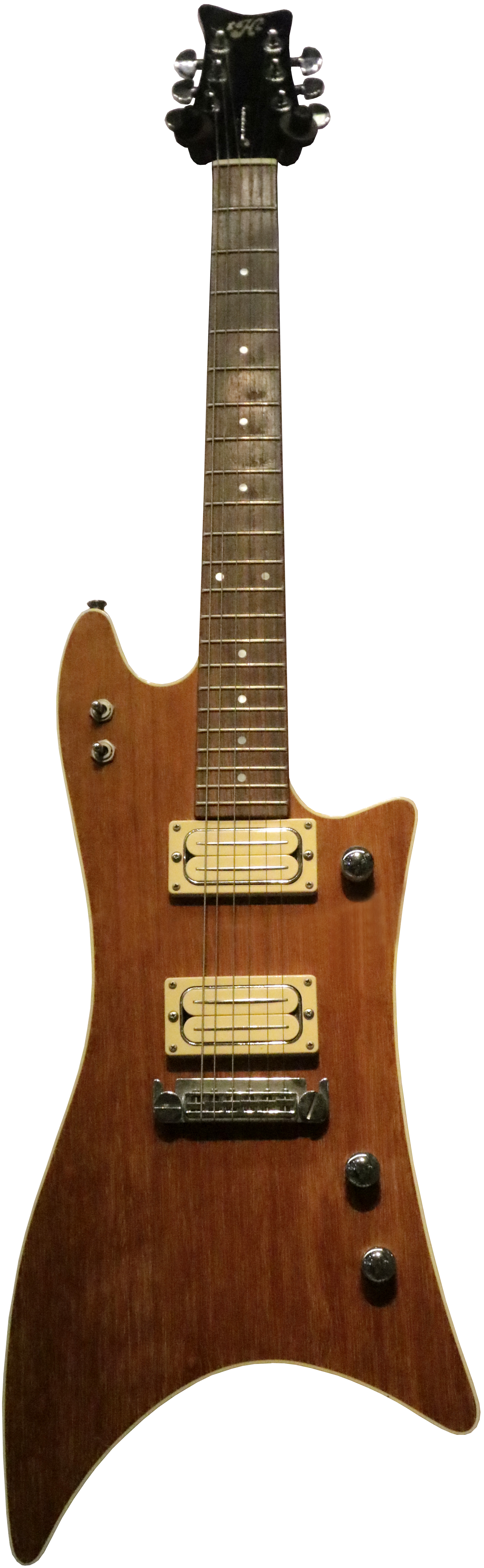
Guitare ayant appartenu à Bo Diddley

### Années 1950
À partir de 1950 et jusqu'en 1964, Bo Diddley est accompagné par Jerome Green (en), son joueur de maracas capable de soutenir leurs contre-temps. Jerome Green est selon le témoignage de Marshall Chess (Chess Records) , celui qui a introduit chez Bo Diddley les rythmes dits jungle. Le fruit de leur rencontre sera le diddley beat.
En 1952, il acquiert un ampli de guitare d'où il va sortir son premier vrai son saturé allié à une réverbération généreuse. Il bricole lui-même l'un des tout premiers effets trémolo/vibrato électronique (vibe, parfois appelé effet texan) avec un réveil et quelques pièces de mécanique et il crée alors son premier son spécifique (Diddley sound). Selon son témoignage recueilli par maxwellstreetdoc, il aurait aussi été à l'origine des premières expériences de création de vibrato (tremolo bar) bien qu'il ne se servit que très peu de cet accessoire mécanique monté sur certaines de ses premières guitares Gretsch et abandonné sur celles à forme rectangulaire (toujours des Gretsch).
L'activité musicale étant trop saisonnière pour en vivre, il concède de produire une maquette comportant 2 titres : Uncle John et I'm a Man (pour la face B). Rapidement repéré, il signe en 1954 un contrat pour un disque avec Chess Records et le titre Uncle John devient Bo Diddley.
Avec son premier single double face comportant Bo Diddley (A) et I'm a Man (B) qui sort en mars 1955, il révèle au grand public un rythme qui sera abondamment repris dans le monde du blues et du rock. On le nomme jungle beat (au sens large des rythmes proches scindés de manière identique) ou diddley beat. Le disque atteint la seconde place des charts Rhythm'n Blues aux États-Unis.
Si le diddley beat de la chanson Bo Diddley est considéré comme original et singulier pour l'histoire du rock, le riff ainsi que les paroles de I'm a Man sont directement inspirés d'une chanson de Muddy Waters, Hoochie Coochie Man écrite par Willie Dixon en janvier 1954. Waters, ami et collègue de Diddley chez Chess Records, lui répond aussitôt avec le titre Mannish Boy pour lui signifier qu'il venait de pénétrer la cour des grands. En fait, Manish Boy (un seul n dans la première orthographe du titre) est une reprise quasiment conforme, dans la mélodie et le texte, de I'm a Man. Willie Dixon s'était lui-même inspiré d'un riff déjà en vogue, que Bo Diddley vulgarisa en le personnalisant sur I'm a Man.

#### Ed Sullivan Show
Le 20 novembre 1955, Bo Diddley passe au Ed Sullivan Show, dont il rend l'animateur furieux.
Annoncé comme musicien de folk et censé jouer sagement un classique de la musique country, Sixteen Tons de Tennessee Ernie Ford, il interprète sans prévenir Bo Diddley. Ed Sullivan lui dira qu'il est « l'un des premiers hommes de couleur à l'avoir jamais doublé ». Face à cette expression ressentie comme raciste et dominatrice, Bo Diddley avouera s'être retenu de s'emporter physiquement contre lui. À la suite de cet événement, il sera empêché de participer à plusieurs autres émissions, et Ed Sullivan lui prédit que sa carrière sera finie avant six mois. Au contraire, Bo Diddley venait de lancer son premier grand succès sur les ondes et dans le commerce, tout en ayant tenu tête au système médiatique alors soumis à la ségrégation raciale et au conservatisme. Malgré l'approximation lui faisant dire qu'il aurait été le premier Noir à passer dans le Ed Sullivan Show en tant que vedette, il devint un exemple pour les années 1960.
En 1956, il fait la connaissance de celle qui deviendra en 1957 Lady Bo, Peggy Jones, la première femme à se rendre célèbre comme guitariste de rock. Parmi les femmes qui l'ont accompagné se trouve aussi celle qu'il a surnommée la Duchesse, the Duchess (1962-1966), Norma-Jean Wofford (en). Elle permit la transition durant l'envol en solo de Lady Bo avec son propre groupe (Lady Bo & The Family Jewel). Bo avait fait passer la Duchesse pour une demi-sœur uniquement pour alimenter la curiosité de ceux qui osaient demander où avait pu passer Lady Bo. Il avait appris la guitare à la Duchesse et elle était entourée de deux autres choristes : Gloria Morgan et Lily "Bee Bee" Jamieson, dont le trio en compagnie de Diddley est connu sous le nom de Bo-ettes. Elle quitta à son tour le groupe pour fonder sa famille, puis il y eut notamment Cornelia Redmond surnommée Cookie ainsi que Debby Hastings.
Il écrit en 1957 sous le pseudonyme de sa femme d'alors, Ethel Mae Smith, le titre Love is Strange pour le duo Mickey et Sylvia (Mickey Baker et Sylvia Robinson, créatrice de Sugar Hill Records) qui en font l'un des plus grands classiques du Rhythm and Blues. Il sera repris par Buddy Holly, les Everly Brothers, Sonny and Cher, Paul McCartney, Everything but the Girl, etc., ainsi que dans le film Dirty Dancing.
Aux États-Unis, à la fin des années 1950 et jusqu'en 1962, le rock'n'roll connaît un recul face au retour d'un esprit réactionnaire et de la compartimentation ségrégationniste dans les médias. Bo Diddley couve durant ce temps là son retour devant les médias et prépare l'esprit Soul parallèlement à Ray Charles avec des morceaux comme The Great Grandfather (1959), qu'il joue au violon, ou Working Man (1960) qui aboutiront à des tubes comme Ooh Baby (1966).

### Années 1960
Dans les années 1960, Bo Diddley produit beaucoup de morceaux dont certains sont accompagnés de « paroles parlées » à l'instar de son hit Say Man (1958). Leur style humoristique consiste en des joutes orales traditionnellement appelées par les afro-américains « The Dozens (en) » ou « your father », où l'on épuise les comparatifs et réflexions burlesques jusqu'à ce que l'un des interlocuteurs n'ait plus de répondant. Sur certaines chansons primordiales comme I'm a man (1955) et Who do you love (1956), Diddley adopte et développe en outre le style chanté-parlé de Hooker qui s'assimile au deejaying sur le point de naître en Jamaïque.
Bo Diddley joue à la Maison Blanche au concert d'investiture de John Fitzgerald Kennedy le 20 janvier 1961.
Il passe haut la main la fameuse épreuve du train relative aux bluesmen qui est d'imiter le train avec la guitare, avec le morceau Please Mister Engineer (1961) où il réaffirme le son saturé et son importance, ainsi que sa toute simplicité (toujours très relative avec Bo Diddley). Il n'utilise pas le diddley beat à proprement parler sur cette chanson. Bo Diddley pense par ailleurs qu'avec son diddley beat il a trouvé « le son d'un train de marchandises ».
Avec le morceau Bodiddley-itis enregistré la décennie suivante (1972), il compte démontrer qu'il maîtrise toujours la scène. Il y exécute sauts et contorsions, guitare entre les jambes, toujours avec son célèbre jeu de jambes, et a fortement influencé Pete Townshend des Who (dont beaucoup de morceaux sont des diddley beats comme Magic Bus de 1968). Pete Townshend étant finalement devenu le maitre médiatique de la hard-attitude et des sauts avec guitare, Bo Diddley renchérira sur le même morceau live (Bo Diddley at his Best) en imitant jusqu'au saut spécifique de Pete.
Leonard Chess, fondateur de Chess Records meurt en 1969. Bo Diddley s'aperçoit peu avant que ce dernier n'a pas encore payé tous les impôts relatifs à Bo Diddley et qu'il lui doit "des millions" en droits d'auteur. Ce décès lui fait perdre la main dans son procès et met fin aux mythiques "années Chess" (Chess years) de Bo Diddley. Dès cet instant et à la décennie suivante, Bo Diddley commence à trouver d'autres alternatives de production (dont l'auto-production) et élargit finalement ses relations et ses partenariats musicaux comme la rencontre avec Johnny Otis qui produira notamment l'album d'anthologie Where It All Began sorti en 1971.

### Années 1970
La décennie suivante est moins prolifique, sa créativité décline et Bo Diddley semble se contenter de remanier ses vieux titres.
En mars 2005 est commercialisée la compilation Tales From The Funk Dimension 1970-1973. Elle montre une facette jusqu'alors passée inaperçue de Bo Diddley, celle d'un musicien qui a aussi touché précocement au Funk, dès 1966 avec des morceaux comme Do The Frogg qui s'inscrivaient encore dans le mouvement soul. Les titres (Funky Fly, Pollution, Bad Side of the Moon (Elton John, 1970)...) sont extraits de ses trois premiers albums du début des années 1970 et montrent une assimilation méticuleuse du style et du son et finalement une grande aisance à créer dans ce registre ou à en faire des reprises parfois mieux travaillées que les originaux.
En 1976, Bo Diddley édite un album composé de reprises personnelles (à l'exception de Not Fade Away) et de quelques compositions nouvelles, toutes envisagées en Funk. L'album, conçu pour saluer les 20 ans du Rock'n'Roll, s'intitule 20th Anniversary of Rock & Roll. Sur sa reprise de Not Fade Away (Buddy Holly) on entend une introduction particulière, inspirée d'un riff de Jimi Hendrix.
Au beau milieu des années 1970 et à la suite de cinq albums funk, Bo Diddley s'engage durant deux ans et demi dans la police de la commune de Los Lunas dans le comté de Valencia au Nouveau-Mexique où il devient shérif et député. Il accrochera à son palmarès trois courses poursuites à bord de voitures de police affectées aux autoroutes. Il gardera de cette période le port d'écussons métalliques personnalisés qu'il portera traditionnellement à son chapeau.

### Années 1980
Bo Diddley commence à déserter les studios d'enregistrement et retourne à ses premiers principes : pas de studio, pas de dépendance ni de contrainte autre que jouer.
Durant les années 1980, continuant à adopter les nouvelles technologies de son comme le filtron ou l'usage rythmique et mélodique des harmoniques, il produit dans des concerts de grande et petite taille qu'il multiplie, un nombre important mais difficilement estimable de morceaux sans titre ni édition en formats audio ou vidéo, que seul des particuliers ont enregistrés et conservés (« Never Before Seen Live », Never Let Me Go, 1981). On y remarque aussi qu'il envisage ses morceaux classiques sur d'autres modes. Quelques concerts seulement, ne comportant souvent que des reprises régulières de ses standards, sortent en album.
Sur cette période il n'enregistrera qu'un album en 1983 : Ain't It Good To Be Free, enregistré avec le groupe de ses filles Tammi et Terri resté underground : Offspring (ne pas confondre avec The Offspring plus commercial), qu'il rééditera en 1995 sous le nom de The Mighty Bo Diddley pour en appuyer les aspects intemporels et précurseurs. Le groupe de ses filles présente un registre allant du blues au black metal en passant par le breakbeat et pratique toujours la scène sans aucune annonce médiatique. Sur la seconde face du disque, il présente des classiques blues de Lady Bo. Il préfigure la période Rap (qui n'a pas encore de nom spécifique et n'est pas encore extraite du rock) avec des morceaux comme I Don't Want Your Welfare, et Électro-pop et même Techno avec Stabilize Yourself mais reste plus globalement dans un style Rock et Funk.
Bo Diddley fait quelques brèves apparitions au cinéma dans des films comme Un fauteuil pour deux (Trading Places) de John Landis (1983) et Eddy and the Cruizers II (en) (1989, où il incarne un guitariste de légende). Il crée aussi deux chansons pour le film documentaire sur les motards de l'enfer ou Hells Angels, en rupture apparente avec sa fonction de shérif qu'il occupait quelques années plus tôt : Hells Angels Forever (1983), où il joue en live en s'adressant à eux (Do Your Thing et Nasty Man).
Il est élu membre du prestigieux musée Rock and Roll Hall of Fame en 1987, et donc parmi les premiers artistes inscrits, à savoir le treizième.
En 1989, Bo Diddley crée en studio l'un de ses albums les plus énigmatiques : Breakin' Through The B.S., annonçant la couleur musicale des années 1990. Son style est exclusivement urban dans la première partie (break, électro, rap...) et "roots" et rock (R.U. Serious) dans la seconde partie où il aborde aussi des modes du heavy metal (Home to McComb). Les arrangements y sont complexes jusqu'à celui de sa voix (Bo Pop Shake, Turbo Diddley 2000) ou dans un retour à des couleurs racines notamment caribéennes, clés dans l'histoire du rock (Louie Louie) et des raves). Il y pratique l'ensemble des instruments principaux (synthétiseur, percussions, guitare, voix) et est le producteur exécutif, accompagné d'autres guitares, de basse, saxophone, batterie et vocales. Sa guitare est parfois utilisée en percussion selon ses manières inédites et l'album entier est concept faisant lien entre le rhythm and blues (R&B) classique et moderne.
En 1989 toujours, il participe à une publicité pour Nike qui restera très populaire et parodiée aux États-Unis jusque dans 1, rue Sésame. La vedette principale est Bo Jackson une star de baseball autant que de football américain qui s'essaye à toutes sortes de sports avec à chaque fois la même exclamation : "Bo knows football, ou basketball ou tenis, etc." La musique est celle de Bo Diddley et Bo Jackson finit par se mettre à la guitare mais le résultat est catastrophique. Bo Diddley lui dit : "Bo you don't know Diddley!". Six mois plus tard Bo Jackson revient et joue en compagnie de Diddley en synchronisant même ses jeux de jambe. Finalement Bo Diddley, confus et époustouflé, s'exclame à Bo "qu'il connait Diddley".

### Années 1990
Avec des albums qu'il réenregistre en studio tels que This Should Not Be en 1992, Bo Diddley aborde des genres éclectiques comme le reggae, le rock, le funk, ou le RnB contemporain naissant, ou des bases electro proches du new wave et même du new beat. La chanson-titre est très incisive vis-à-vis de la guerre du Golfe, mettant en avant le décalage entre l'argent déployé en Irak avec la pauvreté d'une grande frange des Américains. Son son n'est pas sans rappeler celui de Prince ou d'Afrika Bambaataa (son premier hit Planet Rock, 1982) et se fait résolument moderne jusqu'à l'inclusion du Hip Hop sur des titres comme Rock Patrol. Il utilise toujours sporadiquement ses formes de diddley beat.
Il participe au film rock fantastique de série B Rockula sorti en 1990 et fait une apparition plus prestigieuse dans Blues Brothers 2000 (1998).
Durant les années 1990, Bo Diddley continue à se produire en concert, avec ses nouvelles compositions, et surtout avec ses classiques qui sont très demandés, ainsi que des grands bœufs rock. Il fait notamment des apparitions en compagnie des Rolling Stones qui avaient débuté en tournant avec lui.
En 1995 il réédite son album Ain't it Good to Be Free (1983) sous le nom de The Mighty Bo Diddley et le fait passer pour un album moderne de fusion rock-electro comportant des accents de techno primitive des années 1980 dans Stabilize Yourself. L'album est tout autant roots'n'blues, funk et même rap. L'exploration techno de Stabilize Yourself, avec des sons électroniques particuliers, rappelle des morceaux de Kraftwerk comme Pocket Calculator (1981) tout en restant sur les premières bases rocks et acoustiques de la techno noire débutée en 1979 à Detroit et vulgarisé par le Sharevari du groupe A Number of Names en 1981. Ce mélange agrémenté d'un jeu rock de Bo Diddley le rapproche finalement d'un style à peine plus tardif et représentatif des années 1980, la synthpop, initié aux origines avec des titres comme Video Killed the Radio Star (1979) des Buggles.
En 1996 Bo Diddley sort un autre album, A Man Amongst Men orienté à nouveau rock. D'autres compositions qui suivront (Bo Diddley's Rap...) ne seront jouées qu'en concert mais seront enregistrées par des sources officielles (dont des radios).
Il reçoit en 1996 une récompense d'honneur de la Rhythm and Blues Foundation pour l'ensemble de sa carrière et en 1998 la même récompense de la Recording Academy (Grammy Awards).

### Années 2000

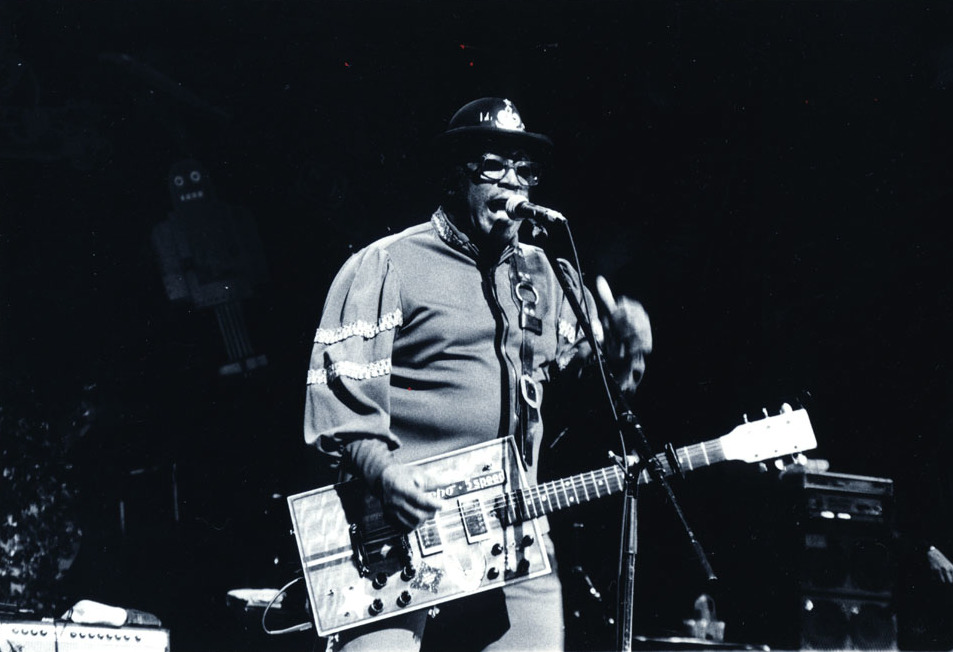
Bo Diddley lors d'une tournée au Japon avec le groupe Bo Gumbos.

En 2005 et 2006, entamant une tournée mondiale pour ses 50 ans de carrière, Bo Diddley continue de jouer avec le groupe de Johnnie Johnson, mais il a de fréquents problèmes cardiaques notamment en 2007. Une certaine perte de vélocité et de mobilité due à l'âge le conduit dans les années 2000 à compenser en accentuant l'usage de sons qui lui sont spécifiques (filtron, chorus, u-vibe, auto wha, ...). Il lui arrive parfois de rapper de façon moderne ses morceaux en faisant aussi des clins d'œil à de célèbres raps.
Lors d'un concert en Espagne au festival de jazz de San Javier le 21 juillet 2006, une fan ne cesse de hurler avec zèle par-dessus la foule : « Bo Diddley [...] is Rock'n'Roll! ». Il lui répondra qu'il ne pratique pas ce genre de musique, qu'il comprend les générations plus jeunes, mais qu'elles se trompent, il joue du Bo Diddley. Il signifie ainsi aux générations de fans intrigués par les grands médias tout autant que l'information alternative, qu'il n'a pas pratiqué que la musique qu'ils lui attribuent, celle compartimentée et censurée par ces mêmes médias (qu'il a défié dès sa première apparition en 1955), et à laquelle on le réduit en négligeant terriblement l'ensemble de son œuvre, jusqu'à croire communément que sa créativité s'arrête avec les années 1960. S'il reste l'un des pères, peut-être le père du rock, c'est-à-dire du rock 'n' roll en général, il demande à chacun de se rappeler ce qu'il a réellement joué, créé et inspiré ; qu'il a finalement accompagné l'ensemble des changements d'époque depuis le rhythm and blues en passant par la soul, le funk, les styles caribéens (calypso, le reggae), différents États du rock et jusqu'à l'urban, au breakbeat et subrepticement à la techno qu'il n'a finalement jamais opposés ni limités.

### Mort
Le 2 juin 2008, Bo Diddley meurt à l'âge de 79 ans d'un arrêt cardiaque dans sa maison d'Archer, en Floride. Une page du rock se tourne le jour de sa mort et les plus grands artistes de rock comme les Rolling Stones déplorent le décès de celui qu'ils admiraient et qu'ils considèrent comme l'un des plus grands guitaristes et chanteurs de rock.

## LeDiddley Beat
(juillet 2020).
- Si vous ne connaissez pas le sujet, laissez ce bandeau (vous pouvez alors contacter les auteurs).
- Si vous supprimez le contenu mis en cause (vous pouvez préalablement contacter les auteurs),

argumentez précisément cette suppression dans la page de discussion
(un manque de référence n'est pas un argument ; une recherche réelle de référence doit avoir été effectuée, être formellement documentée).
La forme originelle du diddley beat peut être entendue dans la chanson intitulée Bo Diddley et qui se décline en plusieurs types que Bo Diddley utilise et développe dans ses morceaux.
Il rejoint par endroit le jungle beat primaire, qui fut souvent utilisé dans la Rumba et qui apparaît par exemple dans son simple appareil dans la musique de la série Georges de la Jungle. Ce rythme n'est donc pas considéré dans ce contexte comme un diddley beat original.
Le jungle beat de base fait ceci : boom boom, ba-boom ba-boom.
Le diddley beat primordial donne quant à lui ce type de mélopée : boom boom boom, boom-boom.
Le second boom de la première mesure du diddley beat est placé sur un quart-temps à égale distance du premier et du troisième, lui-même placé sur un contretemps. Ils sont disposés à 3 quart-temps d'intervalle et l'effet que l'on ressent (ou reproduit maladroitement) d'un "contre-temps" entre le second et le troisième ne vient pas d'une différence d'écart entre les trois notes, mais du décalage que ces espaces réguliers créaient avec le tempo. En divisant la première partie de la mesure en 3 parties égales, un rythme ternaire est introduit dans une mesure à temps binaire, engendrant son effet particulier.
Cette particularité de contretemps provoque une sensation d'accélération globale de la cadence du tiers de sa valeur initiale (par exemple de 120 vers 160 BPM) qui fait sa nervosité alors que le tempo n'est pas modifié.
Ce rythme devient : boom a-boom a-tchak, a-boom-boom quand on y mêle les premiers contretemps naturels. Il pouvait apparaître dans la Juba dance, encore appelée Hambone, pratiquée à l'origine sans instrument et en tapant sur les parties du corps, exécutée par les esclaves des XVIIIe et XIXe siècles, sur les bases de rythmes africains devenus caribéens et du Delta du Mississippi. Dans les musiques caribéennes actuelles, et notamment la salsa et le son, le rythme Clave, de type Son, correspond exactement au Diddley Beat.
Dans ses manières plus complexes, le diddley beat fait entrer bien d'autres séries de contretemps et décale encore les temps marqués sur des demi- et quart-temps. Ceci provoque avec le jeu des effets acoustiques d'écho, de réverbération et finalement d'amplification mécanique de la sonorité. Cela inverse parfois les remontées et descentes du médiator ou de la main sur la guitare par rapport au diddley beat simple. Il y est recherché une répercussion des ondes complémentaires et contraires afin de créer des vagues de saturation et de larsens sans même utiliser de distorsion et sans avoir à gratter fort. Des courts moments de réversibilité de l'entropie sont recherchés pour la mettre à profit, notamment par le biais d'effets et de distorsions qui les colorent, c'est-à-dire concrètement, le son vibrant, résonnant, chargé et "énergisé" qui en ressort. De légères différences de cadence s'avèrent aussi avoir un effet mécanique sur ces propriétés et il est préférable que la guitare serve elle-même de métronome suivant le son qu'elle fait ressortir, suivant sa résonance.
Le diddley beat peut entre autres prendre la forme de :  boom a-tchak a-up, a-tchic-tchic, mais aussi : boom a-poom tchak, ba-dam ba-dim-a, sur différentes versions live de Hey Bo Diddley, ou encore : boom tchak boom, ba-doom poom-tchik up-a, boom a-poom-poom tchick, ba-doom poom-tchik up (Mona).
C'est au niveau du jeu de guitare que le diddley beat est le plus dense. On le mesure souvent en 2 fois 4 temps (8 temps) pour 1 mesure (beat très élevé ou 2 fois plus dense que le tempo, facilitant l'appréhension des quart-temps) et il peut s'étaler sur 2 mesures comme dans Mona en utilisant un jeu asymétrique et décalé qui crée un Breakbeat, un rythme brisé spécifique et fondamental alternant ternaire et binaire.
Il prend ainsi la forme rythmique ordinaire en 2 fois 4 temps pour une seule mesure (correspondant à : boom boom boom, boom-boom) :
un et deux et trois et quatre et un et deux et trois et quatre et....
ou sur une seule mesure à 4 temps (100 à 140 battements par minute) :
un et (boom) deux et trois et quatre et...

## Influence
(juillet 2020).
- Si vous ne connaissez pas le sujet, laissez ce bandeau (vous pouvez alors contacter les auteurs).
- Si vous supprimez le contenu mis en cause (vous pouvez préalablement contacter les auteurs),

argumentez précisément cette suppression dans la page de discussion
(un manque de référence n'est pas un argument ; une recherche réelle de référence doit avoir été effectuée, être formellement documentée).

Buddy Holly représenté sur un timbre-poste.

L'année 1957, Jerry Allison, le batteur de Buddy Holly, adopte ce rythme jungle sur la chanson Peggy Sue. La même année, Oh Boy du même Buddy Holly comporte un phrasé type de diddley beat marqué à la voix de façon saillante au milieu de la chanson, révélatrice de sa structure. Bo Diddley en parle dans sa chanson des années 1980 : Bo Diddley Put the Rock in Rock'n Roll.
L'enfant chéri du rock'n'roll Buddy Holly enregistre plusieurs reprises de Bo Diddley (Bo Diddley, Love is Strange), s'en inspire sur plusieurs de ses compositions en y créant ses touches personnelles (Not Fade Away, Words of Love, Well Alwright, Oh Boy) et s'apprêtait à reprendre Mona, avant de mourir brutalement avec Ritchie Valens dans le célèbre accident d'avion, en tout début d'année 1959, qui marque un tournant dans l'histoire du rock. Les enregistrements de 1957 qui subsistent de sa version montrent le travail que l'acquisition d'un tel rythme demande.
Outre l'influence parmi ses pairs pionniers du rock, Bo Didley peut se prévaloir de son empreinte sur la génération immédiatement suivante et de nombreux groupes des sixties tels que The Rolling Stones, The Yardbirds, The Strangeloves (en), The Pretty Things, The Animals, Led Zeppelin, Shadows of Knight, The Kinks, The 13th Floor Elevators, The Kingsmen, The Who, Them, Moody Blues... et la scène rock'n'roll en général.
En 1963, le sentiment de paternité de Bo Diddley sur la Surf music de seconde génération, utilisant le diddley beat confondu au jungle beat, et dont font aussi partie les Beach Boys avec des morceaux comme Surfin' USA (1963), est tel qu'il enregistre un concert intimiste sur une plage, intitulé sobrement Bo Diddley's Beach Party.
Les Pretty Things, qui tirent leur nom de la chanson de Bo Diddley Pretty Thing, sont parmi les premiers avec les Kingsmen à pratiquer le Rock Garage qui est un courant alternatif ouvert par les Trashmen en 1963, eux-mêmes très inspirés par Bo Diddley (cf. notamment leur reprise Bird Diddley Beat de 1964, ainsi que leur très célèbre Surfin' Bird de 1963 basé sur le diddley beat vocalisé en Doo-wop. Ce mode trouve initialement son origine avec les Rivingtons qui utilisent le jungle beat sur leurs morceaux Papa-Oom-Mow-Mow et The Bird's the Word dès 1962).
En 1964, The Animals reprennent The Story of Bo Diddley qu'ils réarrangent et développent. La même année, les Rolling Stones tournent avec Bo Diddley. Lui vouant une admiration toujours renouvelée, ils s'en inspireront régulièrement et en feront plusieurs reprises. Ils l'inviteront par la suite à jouer avec eux sur scène dans plusieurs de leurs concerts., Toujours en 1964, les Kinks enregistrent leur standard You Really Got Me, inspiré du premier single de Bo Diddley, Bo Diddley / I'm a Man (1955).
Monté de toutes pièces par des producteurs new-yorkais (Bob Feldman, Jerry Goldstein et Richard Gottehrer), le groupe The Strangeloves (en) se fait passer pour un groupe de trois frères australiens et prétend que sa musique est aborigène, alors que tous les morceaux sont en fait en diddley beat. Leur meilleure vente, I Want Candy (1965), ne diffère du morceau Hey, Bo Diddley que par les paroles et l'orchestration.
En 1969, les Stooges d'Iggy Pop reprennent le diddley beat dans des morceaux tels que 1969 ou No Fun de leur premier album. Van Morrison et son groupe Them vont aussi se montrer très inspirés par Bo Diddley. Les premières reprises du groupe sont à la base issues de toutes les parties du Rhythm and Blues, mais ses compositions comme Mystic Eyes et le célèbre Gloria (1964) se montrent proches de la dynamique et de l'intensité de Diddley (même douce) ainsi que de certaines de ses chansons basées sur deux accords possédant un ton d'intervalle (Dearest Darling, 1958 ; Please Mister Engineer, 1961) ou encore, pour leur leur atmosphère singulière et aérienne, de chansons comme Mona (1956) ou Sad Sack (1963), sans oublier l'utilisation récurrente du break en slide et toujours avec 1 ton de moins, très caractéristique de Bo Diddley et qu'utilise à son tour Van Morrison, plutôt qu'un simple jungle beat d'une seule note. Avec Van Morrison, la musique psychédélique commence à se développer et influence à son tour des groupes comme The Doors qui font la première partie de Them dans les bars de Los Angeles (1966) et qui enregistrent une longue version live du Who Do You Love de Bo Didley.

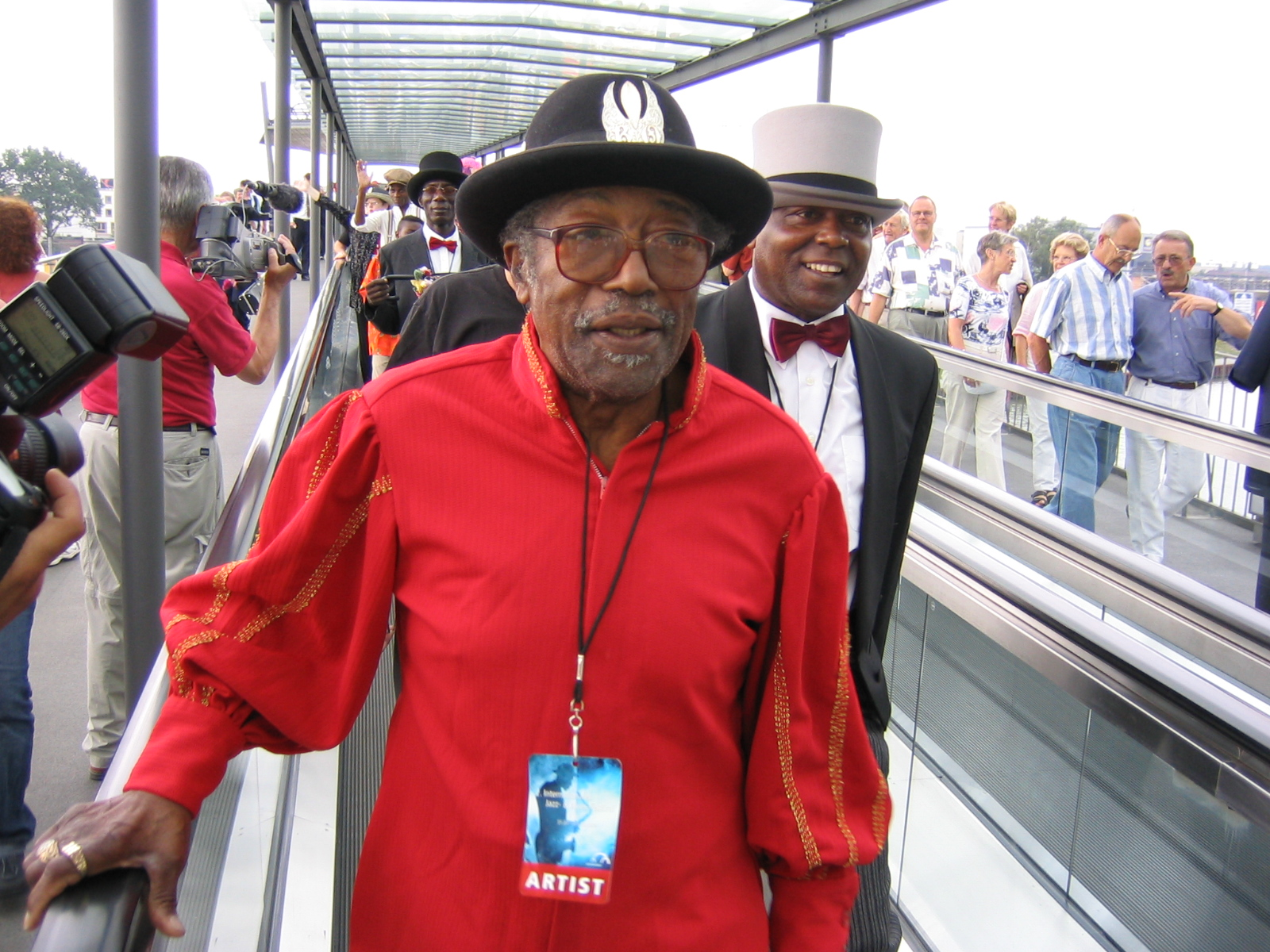
Bo Diddley en 2004.

Quinze ans plus tard, le titre Should I Stay or Should I Go (1981) de The Clash est également très inspiré par les débuts de Bo Didley, à qui le groupe avait demandé expressément d'ouvrir sa tournée en Amérique en 1979, Joe Strummer s'exclamant qu'il ne pouvait garder la bouche fermée quand il voyait Bo Diddley.
Dans un autre registre, avec la guerre du Viêt Nam, la mélodie de Bo Diddley va se retrouver au cœur de l'entraînement des marines en devenant leur refrain le plus célèbre (distinct du chant des marines) pour les chants de cadence (tels qu'ils apparaissent par exemple dans le film Full Metal Jacket de Stanley Kubrick). Beaucoup de mélodies populaires modernes ont intégré le registre des chants de marines (issus de la Soul, du Rock'n' Roll et des ballades Pop et Folk) mais c'est incontestablement la mélodie de Bo Diddley qui s'imposera, jusqu'à en garder le nom pour les refrains les plus courants (Bo Diddley, Bo Diddley have you heard, base de I'm a Marine Corps Infantry ou encore de My Grand Mother was 71, dont découlent de nombreuses autres mélodies).
Le diddley beat inspire par la suite des groupes tels que AC/DC (It's a Long Way to the Top (If You Wanna Rock 'n' Roll) ou High Voltage, 1974) qui le manie à sa façon, ou plus spécifiquement Kiss avec New York Groove en 1978 qui est une reprise du groupe Hello (groupe) (en) de 1975, ou encore Aerosmith avec Sweet Emotion en 1975 sur un diddley beat lent mais très soutenu. Il pénètre ainsi un hard rock toujours en expansion et en train d'inventer ses meilleures formules. Les riffs, mais aussi les sauts de Bo Diddley se retrouvent au centre d'une scène qui n'en est plus aux prémisses, bien que puissantes, des Who. À la fin des années 1960 et au début des années 1970, de nombreux groupes comme The Guess Who sont marqués par les influences majeures de Diddley dans le rythme syncopé, qu'on retrouve sur des titres comme American Woman et qui plongent à leur tour dans l'univers de Led Zeppelin.
Le groupe de hard rock progressif Queen sort en 1977 son fameux morceau We Will Rock You. C'est l'un des plus puissants standards du rock malgré la simplicité de sa composition et l'absence de cohérence des paroles, dont le but n'est que d'évoquer l'esprit rock à travers les jeux de rue des enfants et le dérangement des voisins. Si le thème rythmique du morceau est dépouillé, le solo final aborde des contretemps relativement complexes et marquants. Il s'agit de ceux du diddley beat dont on entend sur les trois dernières mesures (doubles pour s'accorder à un diddley beat) la structure fondamentale classique, qui rend la partie guitare si énigmatique. On note aussi que la voix de Freddie Mercury rejoint sur ce morceau la manière de chanter primitive de John Lee Hooker, qui avait inspiré Bo Diddley sur plusieurs titres fondamentaux (Who Do You Love) et qu'on retrouve ensuite notamment dans le rap ou surtout la fusion hard-urban et qui se poursuit avec des groupes comme Faith No More. Dans le clip de We Will Rock You, Freddy Mercury s'est attaché à plusieurs symboles dont celui des bottes de caoutchouc, les gumboots avec lesquelles il marque le rythme à la manière de la Gumboot dance, origine lointaine du diddley beat et devenue un symbole des luttes contre l'apartheid et les ségrégations, une condamnation du passé esclavagiste et de l'esclavage.
En France, c'est Claude François qui utilisera avec le plus de retentissement le diddley beat en marquant son époque et toute la nostalgie relative aux années 1960 et aux yéyés. En 1976, il sort son morceau Cette Année Là, reprise de Ho, What a Night du groupe The Four Seasons de 1963. La rythmique, singulière et difficile à contrefaire sans la reconnaître instantanément, n'est autre que le diddley beat classique sur lequel sont posés des accords basiques du Rhythm'N'Blues (Louie Louie) et tout le morceau, au texte réécrit, raconte a posteriori ce que fut cette année 1962 dans l'histoire de la musique populaire, de la mode, de l'état d'esprit et des événements mondiaux.

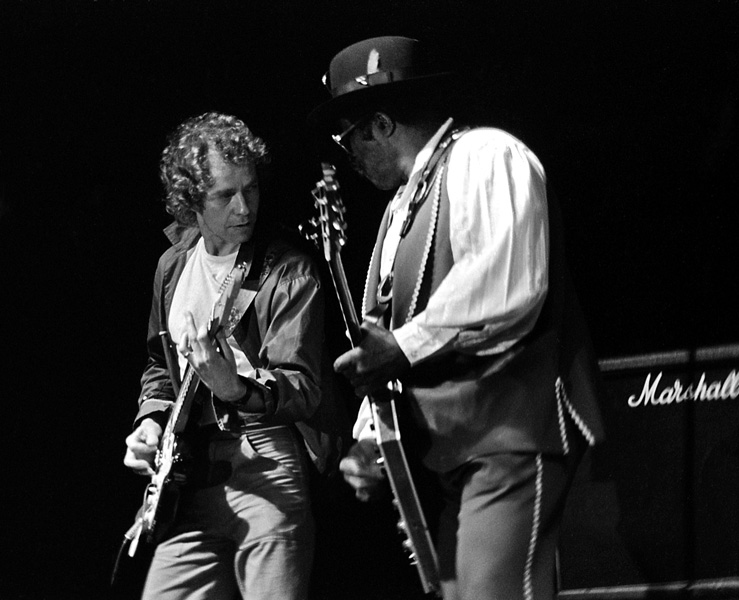
Eric Bell et Bo Diddley en 1984 à Novi Sad.

Le titre blues de Bo Didley Before You Accuse Me (1957) connaît de nombreuses reprises, notamment par Creedence Clearwater Revival ou Eric Clapton, qui le popularise dans un arrangement contemporain en 1989 sur son album Journeyman, puis dans une version acoustique sur l'album Unplugged en 1992.
Le diddley beat reste à la mode et permet à des artistes comme George Michael avec Faith (1987) d'atteindre les premières places des ventes. Il est utilisé ou adapté par de nombreux groupes comme les Cure dans Close to Me, U2 dans Desire ou encore Niagara dans Flammes de l'Enfer.
La publicité l'utilise aussi, accompagné parfois du hambone (façon sixties), comme dans la campagne de publicité d'Eram de 1983-1984.
Les jeux vidéo se développent, et leurs musiques se complexifient au point de former la première musique technologique entièrement électronique et entendue par un public jeune. Elles mélangent sans complexe les styles musicaux et recherchent les accroches émotionnelles et nerveuses propres au jeu. Parmi les plus célèbres, celles de R-Type (1987) avec notamment le stage 1 et celle de Xenon II (1989) utilisent majoritairement les bases du diddley beat dans l'accompagnement et la mélodie, alors que celle de Project-X (1992) n'a pour rythme que le diddley beat simple. Il prédomine ainsi à l'acmé des shoot'em up.
Le diddley beat apparaît aussi dans des génériques de séries télévisées d'animation. Il est la base emblématique du refrain de Fraggle Rock ("Entrez dans la danse, clap-clap, [...] la musique commence, clap-clap, Ca c'est Fraggle Rock, (clap-clap)") et commence les premières mesures de celui du Croque-Monstres Show où se redécouvre encore en binaire dans le canon de Clémentine qui présente la densité des orchestrations martiales occidentales (tambour) sur une base rock. Son break est très utilisé dans le générique des Mystérieuses Citées d'Or pour figurer un rythme sud-américain modernisé et introduit la chanson dans une ponctuation énigmatique.
Le renouveau populaire du genre hard rock a lieu au tout début des années 1990 entraîné primordialement par une vague heavy metal à la musique de plus en plus sophistiquée. L'un des titres phare, notamment pour tout une génération de guitaristes, Painkiller de Judas Priest en 1990, condense toute la technique la plus pointue propre à la discipline du metal d'alors autour d'un riff résonnant en diddley beat. Sa particularité est de jouer sur des harmoniques artificielles franches et rapides alternées en contretemps sur des pédales d'harmonie qui peuvent être jouées sur les mêmes cordes à vide selon la technique du tapping simple. La même technique sans harmoniques est utilisée sur Thunderstruck d'AC/DC la même année.
Le genre hard rock et les groupes progressifs assimilés utilisent toujours les bases de Bo Diddley, telles que les Smashing Pumpkins. La première ou encore la cinquième chanson de leur premier album Gish (1991) sont par exemple des variations simples et dynamiques du diddely beat, alors que le second titre, Shiva, est une reproduction personnalisée de la structure standard des morceaux de Bo Diddley tel qu'aurait pu les influencer le groupe garage-punk the Gories la décennie d'avant.
Dans l'univers Techno, on considère le plus souvent le morceau Autobahn (1974) de Kraftwerk (Allemagne) comme étant le tout premier morceau de Techno. Ce morceau très singulier ne fait qu'utiliser le diddley beat sous diverses formes. Il part du surfin' diddley beat (Surf music) et le déconstruit à travers le morceau pour garder l'essence du contre-temps du diddley beat originel.
En 1994, le groupe de techno progressive Underworld reprend le principe du morceau Antena (1975) de Kraftwerk et y dépose à nouveau le diddley beat en utilisant à la fois la vibration hypnotique du rythme et l'utilisation poussée des harmoniques créées synthétiquement. En 1980 Frank Zappa s'était déjà essayé au jeu exclusif en harmonique artificielle et modulation par pédale wah-wah dans son album Shut Up 'n' Play Yer Guitar avec le morceau Ship Ahoy. Le morceau d'Underworld, Rez (1994), mais aussi Cowgirl qui lui est enchaîné (où le diddley beat est utilisé sans artifice en fin du morceau cette fois-ci) formeront l'apogée à la fois de la Techno et de la Trance dans les années 1990.
Dans des souvenirs évoqués en 2004 en lien avec la série "Martin Scorsese present The Blues (no 5)", Chuck D le fondateur et chanteur du groupe de rap Public Enemy fait part de sa rencontre avec Bo Diddley dans les années 1990. Il évoque à la fois le précurseur du Rap, mais surtout un musicien qu'il découvre funk futuriste hors pair et qui l'a fortement impressionné.

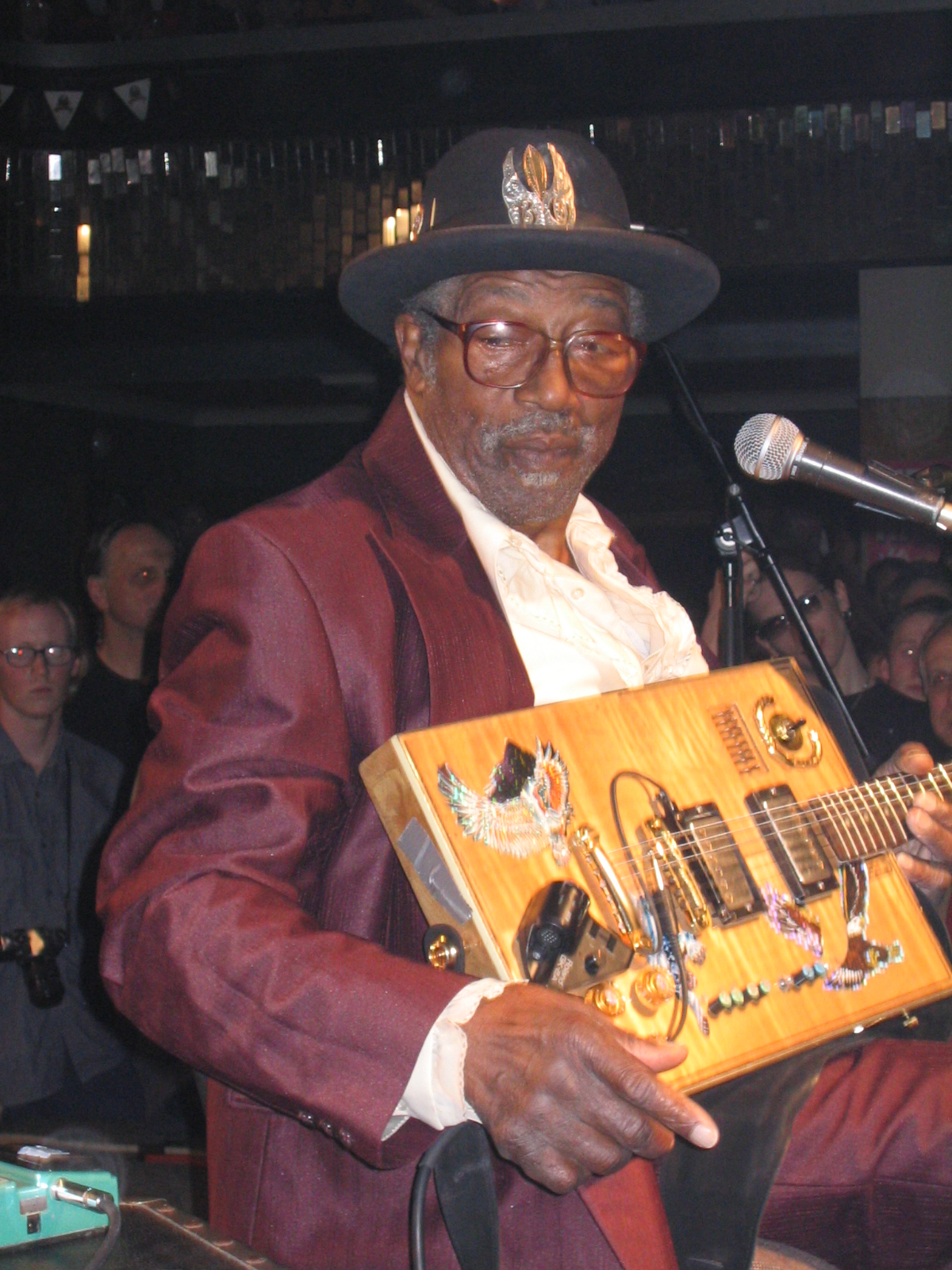
Bo Diddley en 2005.

Toujours très utilisé dans les musiques à succès populaire (type danse de l'été), le diddley beat apparait dans le morceau Chihuahua de DJ BoBo qui le propulse sur la scène internationale en 2002 et 2003.
Il apparaît aussi dans le film d'animation Bob et Bobette : Les Diables du Texas sur la bande originale interprétée par Morane et Beverly Jo Scott en 2009.
Les Black Eyed Peas sortent leur cinquième album, The E.N.D. en juin 2009. Le single Boom Boom Pow utilise le diddley beat et contient une multitude de clins d'œil aux origines de la musique électronique et du R'n'B, notamment à Kraftwerk dont le minimalisme autant que le graphisme sont réutilisés (Music Non Stop (Boing Poom Tchak), 1986). Le morceau Electric City n'utilise que le diddley beat alors que Boom Boom Pow, et de manière moindre I Gotta Feeling, reprennent la déconstruction du diddley beat par Devo, tout autant que le diddley beat conventionnel. Antérieurement, dans l'album Monkey Business de 2005, le morceau Dum Diddbly jouait déjà sur le diddley beat et sa dérivation dans d'autres formes de breakbeat (le morceau superpose notamment les deux parties du beat).

### Lediddley beatutilisé par d'autres artistes
Artistes ayant repris le diddley beat[réf. souhaitée] :
- Alain Bashung : Osez Joséphine
- Alanis Morissette : Head Over Feet, Ironic, Right Through You
- Alice Cooper : Génération Landslide
- Allman Brothers Band No One to Run With
- The Animals sur l'album The Animals Feat. Sonny Boy Williamson II - Bo Diddley (1963)
- Black Eyed Peas : Electric City, Boom Boom Pow, Dum Diddbly
- Bijou : Eve
- Blondie : Ring of Fire (live)
- Bow Wow Wow : I Want Candy (chanson)
- Bruce Springsteen : She's the One
- Buddy Holly : Not Fade Away, Bo Diddley
- Claude François : Cette Année Là
- Daft Punk : Revolution 909
- Dee Clark : Hey Little Girl
- Diane Renay (en) : Watch Out, Sally
- Dr Feelgood : Riot In Cell Block No.9
- Eels : My Beloved Monstrosity
- Elton John : Billy Bones and the White Bird
- Elvis Costello : Lover’s Walk
- Elvis Presley : (Marie's the Name) His Latest Flame
- Enigma : Sadeness (Part I)
- Eric Clapton : Willie and the Hand Jive, Crazy Country Hop
- George Michael : Faith
- Green Day : Castaway
- Guns N' Roses : Mr. Brownstone
- Hüsker Dü : Hare Krishna
- Jefferson Airplane : She Has Funny Cars
- Jethro Tull : Aqualung
- Joan Jett : Be Straight
- Johnny Otis : Willie and the Hand Jive
- Kiss (Ace Frehley) : New York Groove
- Kraftwerk : Autobahn
- KT Tunstall : Black Horse and the Cherry Tree
- Led Zeppelin : Custard Pie
- Los Bravos : Bring a Little Lovin'
- Medicine Show (en) : Lucy, Go Lightly
- Mickey Jupp : Joggin' The Ballad of Billy Bonney
- Madonna : Holiday
- Massive Attack : Inertia Creeps, Unfinished Sympathy
- Mike Lécuyer : Le Blues de Bo Diddley (2011)
- Morane et Beverly Jo Scott : Yellow Rose
- Muddy Waters : Got My Mojo Working (1957)
- Nick Lowe : I Love the Sound of Breaking Glass
- Niagara : Les Flammes de l'Enfer
- Normaal : Kearl van Stoahl
- Pat Benatar : Love Is a Battlefield
- Seasick Steve : Diddley Bo
- Primal Scream : Movin' on Up
- Prince : 1+1+1 is 3
- Roxette : Harleys and Indians (Riders in the Sky)
- Serge Gainsbourg : Erotico-Tico
- Sha Na Na : Born to Hand Jive (musique du film Grease)
- Shirley Goodman (Shirley & Company) : Shame, Shame, Shame
- Stevie Ray Vaughan : Willie the Wimp
- Tenpole Tudor : There Are Boys
- The Animals : Story of Bo Diddley composition de Bo Diddley et Eric Burdon
- The Band : Don't Do It
- The Beatles : It's Only Love, I'm Happy Just to Dance with You
- The Beat Farmers : Big Big Man
- The Byrds : Don't Doubt Yourself, Babe
- The Clash : Rudie Can't Fail, Hateful
- The Electric Prunes : Get me to the World on Time
- The Fall : Bo Demmick
- The Guess Who : Follow Your Daughter Home
- The Jesus and Mary Chain : Bo Diddley Is Jesus
- The Kingsmen : Louie Louie (voix du refrain uniquement)
- The Mars Volta : Day of the Baphomets
- The Miracles : Mickey's Monkey
- The Police : Deathwish
- The Pretenders : Cuban Slide, Break Up the Concrete
- The Rivingtons : Papa-Oom-Mow-Mow
- The Rolling Stones : Please Go Home
- The Saints : Swing for the Crime
- The Sensational Alex Harvey Band : Framed
- The Smiths : How Soon Is Now?
- The Stooges : 1969
- The Strangeloves : I Want Candy
- The Supremes : When the Lovelight Starts Shining Through His Eyes
- Them : Mystic Eyes
- The Trashmen : Bird Diddley Beat
- The White Stripes : Screwdriver
- The Who : Magic Bus
- Tom Petty : A Mind with a Heart of Its Own
- Toto : Rosanna
- U2 : Desire
- Underworld : Rez-Cowgirl
- Wayne Fontana & The Mindbenders : The Game of Love
- Weird Al Yankovic : Party at the Leper Colony
- Willy Moon : I Wanna Be Your Man

## Discographie

### Albums studio
| - Rhythm and Blues With Bo Diddley (1956) (EP) - Bo Diddley (1958) (EP) - Go Bo Diddley (1959) - Have Guitar-Will Travel (1960) - Bo Diddley In The Spotlight (1960) - Bo Diddley Is A Gunslinger (1960) - Bo Diddley Is A Lover (1961) - Bo Diddley's A Twister (1962) - Hey! Bo Diddley (1962) - Bo Diddley (1962) - Bo Diddley & Company (1962) - Hey Bo Diddley (1963) (EP) - Surfin' with Bo Diddley (1963) - Bo Diddley's Beach Party (1963) - Two Great Guitars (avec Chuck Berry) (1964) - Hey Good Lookin' (1965) - 500% More Man (1965) - The Originator (1966) | - Super Blues (avec Muddy Waters & Little Walter) (1967) - Super Super Blues Band (avec Muddy Waters & Howlin' Wolf) (1967) - The Black Gladiator (1970) - Another Dimension (1971) - The London Bo Diddley Sessions (1972) - Where It All Began (1972) - Got My Own Bag of Tricks (1972) - Big Bad Bo (1974) - 20th Anniversary of Rock & Roll (1976) - Ain't It Good To Be Free (1983) - Bo Diddley & Co - Live (1985) - Breakin' Through The BS (1989) - Living Legend (1989) - Rare & Well Done (1991) - This Should Not Be (1992) - Promises (1994) - The Mighty Bo Diddley (1995) - A Man Amongst Men (1996) - Moochas Gracias (avec Anna Moo, musique pour enfant) (2002) - Vamp (avec Mainsqueeze) (2005) |

### Concerts

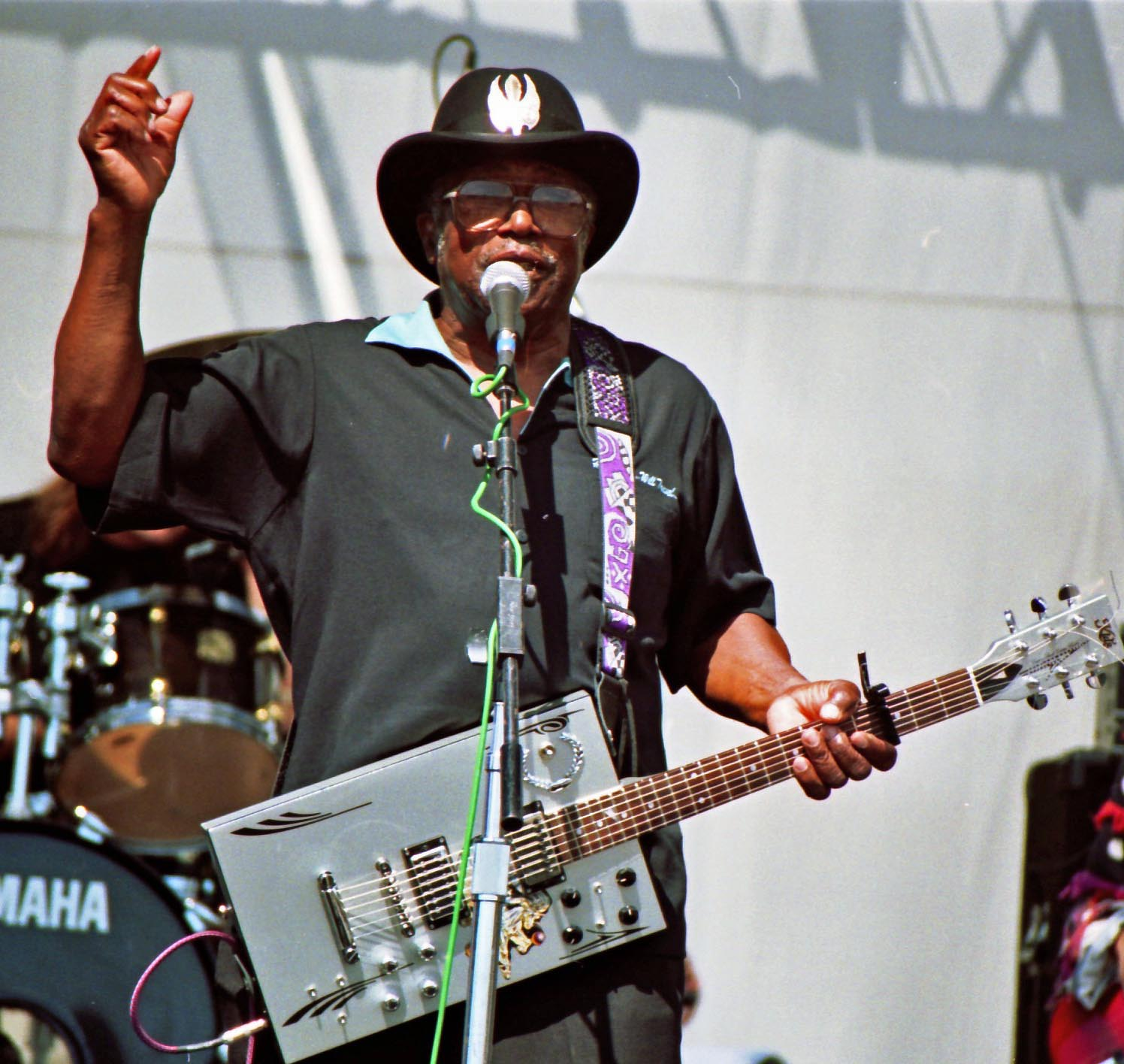
Bo Diddley au Long Beach Blues Festival 1997.

- I'm a Man (2 LP set, live au Joyous Lake Nightclub de Woodstock (NY), 21 et 22 octobre 1977)
- Toronto Rock 'n' Roll Festival-Vol. 5 (1982)
- Chuck Berry & Bo Diddley's Rock 'n' Roll All Star Jam (1985)
- In Concert With Mainsqueeze (1986)
- Hey...Bo Diddley in Concert (1986)
- Bo Diddley & Ron Wood (Live in) Japan (1988)
- Turn Up The House Lights, live en France, Rennes (1989)
- Live At The Ritz (avec Ron Wood) (1992)
- San Javier Jazz Festival (30 juillet 2006, diffusé le 21 décembre 2006 par Radio 3, Espagne, album non commercial)

### Compilations
- Bo Diddley's 16 All-Time Greatest Hits (1964)
- Bo Diddley - His Greatest Sides - Volume 1 (1984)
- Rare & Well Done (1991)
- Signifying Blues (1993)
- Jungle Music (1994)
- The Chess Box, les années Chess Record, 2CD (1999)
- Rock'n Roll Forever, compilation de différents lives en Europe en 1984 (2002)
- Drive by Bo Diddley, Tales from the Funk Dimension 1970-1973 (2005)
- Bo's the Man! / Live on Tour, compilation de différents lives (2007)
- Let Me Pass, album 1 titre (2009)

### Singles
| - Bo Diddley / I'm a Man (1955) - Diddley Daddy / She's Fine, She's Mine (1955) - Pretty Thing / Bring It to Jerome (1955) - Diddy Wah Diddy / I Am Looking for a Woman (1956) - Who Do You Love? / I'm Bad (1956) - Cops and Robbers / Down Home Special (1956) - Hey! Bo-Diddley / Mona (1957) - Say! (Boss Man) / Before You Accuse Me (Take a Look at Yourself) (1957) - Hush Your Mouth / Dearest Darling (1958) - Willie and Lillie / Bo Meets the Monster (1958) - I'm Sorry / Oh Yeah (1959) - Crackin' Up / The Great Grandfather (1959) - Say Man / The Clock Strikes Twelve (1959) - Say Man, Back Again / She's Alright (1959) - Road Runner / My Story (1960) - She's Alright / Road Runner (1960) - Walkin' and Talkin' / Crawdad (1960) - Gun Slinger / Signifying Blues (1960) - Not Guilty / Aztec (1961) - Pills / Call Me (1961) - You Can't Judge a Book by the Cover / I Can Tell (1962) - Surfers' Love Call / The Greatest Lover in the World (1963) - Who Do You Love? / The Twister (1963) - Bo Diddley / Detour (1963) | - Memphis / Monkey Diddle (1963) - Bo Diddley Is a Lover / Doin' the Jaguar (1963 - Mona / Gimme Gimme (1964) - Jo Ann / Mama, Keep Your Big Mouth Shut (1964) - Hey, Good Lookin' / You Ain't Bad (1965) - Somebody Beat Me / Mush Mouth Millie (1965) - Let the Kids Dance / Let Me Pass (1965) - 500 Percent More Man / Let the Kids Dance (1965) - Ooh Baby / Back to School (1966) - We're Gonna Get Married / Do the Frog (1966) - Wrecking My Love Life / Boo-Ga-Loo Before You Go (1967) - I'm High Again / Another Sugar Daddy (1968) - Bo Diddley 1969 / Soul Train ((1969) - I Said Shut Up Woman / I Love You More Than You'll Ever Know (1971) - The Shape I'm In / Pollution (1971) - Husband-in-Law / Bo-Jam (1972) - Infatuation / Bo Diddley-Itis (1972) - Bo Diddley / Road Runner (1973) - Husband-In-Law / Going Down (1973) - Make a Hit Record / Don't Want No Lyin' Woman (1973) - Not Fade Away / Drag On (1976) - Ain't It Good to Be Free / Bo Diddley Put the Rock in Rock 'n' Roll (1984) - Bo Diddley Is Crazy / Can I Walk You Home (1996) - We Ain't Scared of You (2002) |

## Filmographie
- 1972 : Crush Proof de François De Menil
- 1983 : Un fauteuil pour deux (Trading Places) de John Landis
- 2000 : Blues Brothers 2000 de John Landis